# Капетан Макалистер
Хоратио Питер Макалистер (енгл. Sea Captain McAllister) је измишљени лик из цртане серије Симпсонови, коме глас позајмљује Хенк Азарија. Он је капетан на броду. власник свог ресторана Пржени Дачмен.